# Waikato International 2006
Die Waikato International 2006 im Badminton fanden vom 31. August bis zum 3. September 2006 statt.

## Sieger und Platzierte
| Disziplin    | Gold                       | Silber                             | Bronze                        |
| ------------ | -------------------------- | ---------------------------------- | ----------------------------- |
| Herreneinzel | John Moody                 | Richard Vaughan                    | Conrad Hückstädt              |
| Herreneinzel | John Moody                 | Richard Vaughan                    | Chan Yun Lung                 |
| Dameneinzel  | Kaori Imabeppu             | Chie Umezu                         | Rachel Hindley                |
| Dameneinzel  | Kaori Imabeppu             | Chie Umezu                         | Sutheaswari Mudukasan         |
| Herrendoppel | Glenn Warfe Ross Smith     | Chance Cheng Joe Wu                | Craig Cooper Henry Tam        |
| Herrendoppel | Glenn Warfe Ross Smith     | Chance Cheng Joe Wu                | Han Chung Chew Jian Dee       |
| Damendoppel  | Ikue Tatani Aya Wakisaka   | Yukina Imura Apriliana Rintan      | Sarah MacMaster Valérie Loker |
| Damendoppel  | Ikue Tatani Aya Wakisaka   | Yukina Imura Apriliana Rintan      | Charmaine Reid Fiona McKee    |
| Mixed        | Craig Cooper Renee Flavell | José Antonio Crespo Doriana Rivera | Glenn Warfe Susan Dobson      |
| Mixed        | Craig Cooper Renee Flavell | José Antonio Crespo Doriana Rivera | Joe Wu Belinda Hill           |